# Hocine Benhadid
Hocine Benhadid, (en arabe : حسين بن حديد), né en 1944 à Béja en Tunisie et mort le 1 octobre 2023 à Alger, est un général de l'Armée nationale populaire. 
Il est incarcéré à deux reprises et condamné à un an de prison avec sursis à la suite de ses déclarations contre le clan du président Abdelaziz Bouteflika et le chef d'État-Major Ahmed Gaïd Salah. Après la disparition de ce dernier, il est libéré de la prison d'El-Harrach puis ultérieurement réhabilité par le président Abdelmadjid Tebboune et le chef d'État-Major Saïd Chengriha. 

## Biographie
Hocine Benhadid est né en 1944 à Béja en Tunisie.
Après une formation dans une école d’officiers dans le Kansas, Hocine Benhadid dirige, de 1976 à 1980, la 8e Division blindée de l'Armée nationale populaire (ANP). Pendant les années 1990, il commande la 3e région militaire et participe à la lutte anti-terroriste. En 1996, il quitte ses fonctions de conseiller au sein du ministère de la Défense nationale à la suite de divergences avec l’État-major, et il prend alors sa retraite à l’âge de 52 ans.
En 2004, lors de élection présidentielle algérienne, il soutient la candidature d'Ali Benflis qui se présente contre Abdelaziz Bouteflika.
En septembre 2015, Hocine Benhadid est arrêté après avoir critiqué à Radio M des proches du président Abdelaziz Bouteflika et Ahmed Gaïd Salah le chef d'état-major. Pour ce dernier, il évoque une affaire de mœurs alors qu'Ahmed Gaïd Salah dirigeait l’École de formation des officiers de réserve de Blida,. Il indique par ailleurs : « Une bande mafieuse gouverne aujourd’hui l’Algérie(…) Bouteflika n’est conscient que 30 à 40 minutes par jour (…) Gaïd Salah n’est rien, il n’est puissant que par son téléphone et son fauteuil, il n’a aucune assise au sein de l’armée, il ne peut même pas réunir les chefs de Régions militaires, personne ne le suit, il n’a été nommé en 2004 comme chef d’état-major que parce qu’il faisait traîner des dossiers, parce qu’il est faible ». Alors qu'Hocine Benhadid est emprisonné dans la prison d'El-Harrach, il est libéré en juillet 2016 pour raison de santé, il reste alors dans l'attente de son procés. Le 22 mars 2018, il est condamné, pour « outrage à corps constitué », à une année de prison avec sursis.
En mars 2019, pendant les manifestations du Hirak, Hocine Benhadid critique une nouvelle fois Ahmed Gaïd Salah l'accusant d’être payeé par une puissance étrangère à savoir les Émirats arabes unis : « Imaginez-vous un chef d’état-major de l’armée qui parle de paix et de stabilité alors qu’il reçoit des ordres de l’étranger ? Il n’est qu’un pion ». Aussi, au mois de mai, Hocine Benhadid est de nouveau arrêté et placé sous mandat de dépôt par un tribunal d'Alger. Fin mai 2019, il tombe dans sa cellule et se fracture le bassin mais il reste en prison. Ce n'est qu'après la mort d'Ahmed Gaïd Salahn, le 23 décembre 2019, qu'il est libéré le 2 janvier 2020, dans l’attente d'un procés,,.
Le 5 juillet 2020, il apparait, assis sur une chaise roulante, lors de la célébration de la fête de l’Indépendance au sein du cercle militaire de Beni Messous, à Alger, il est ainsi « réhabilité avec les honneurs » en présence du Premier ministre, Abdelaziz Djerad, du président par intérim du Conseil de la nation, Salah Goudjil ou encore du chef d'État-Major de l’ANP, Saïd Chengriha. Ultèrieurement, le site du ministère de la Défense publie un reportage sur cette réception en présence d'Hocine Benhadid,.
Hocine Benhadid meurt le 1 octobre 2023 à Alger, à l’âge de 79 ans. Après un hommage à l’hôpital militaire de Aïn Naâdja, il est inhumé dans le cimetière de Ben Aknoun à Alger en présence de nombreux militaires avec à leur tête,  le chef d'État-Major de l’ANP, Saïd Chengriha. Le président Abdelmadjid Tebboune rend hommage à Hocine Benhadid : « Le Général Benhadid, une figure marquante de l’histoire de l’Algérie, s’est éteint ce 1er octobre 2023 à l’âge vénérable de 79 ans, laissant derrière lui un héritage indélébile ».
La promotion 2025 de l'académie militaire de Cherchell porte le nom d'Hocine Benhadid.